# تک‌رأی انتقال‌پذیر
تک‌رأی انتقال‌پذیر (به انگلیسی: single transferable vote یا choice voting) یا رأی انتقال‌پذیر در اواسط قرن نوزدهم توسط تامس هیر، وکیل انگلیسی، و کارل آندره، سیاستمدار و ریاضی‌دان دانمارکی، به صورت مستقل از هم ابداع شد. جان استوارت میل، فیلسوف انگلیسی، برای شناساندن و جا انداختن آن بسیار تلاش کرد.
رأی انتقال‌پذیر شیوهٔ محبوب بسیاری از پژوهشگران است. بسیاری عقیده دارند این روش قدرت انتخاب رأی‌دهنده، تعداد آرای مؤثر، ارتباط نماینده با موکلان، و تسهیم عادلانهٔ کرسی‌ها را به حداکثر میزان می‌رساند.
در حال حاضر انتخابات پارلمان ایرلند و مالت به این شیوه برگزار می‌شود. در استرالیا نیز برای انتخابات سنای فدرال، و مجالس قانون‌گذاری در برخی ایالت‌ها از این روش استفاده می‌شود. شهرهای نیویورک، سین‌سیناتی، کلیولند، تولدو، و بولدر نیز در آمریکا سابقهٔ برگزاری انتخابات شورای شهر به این روش را در طول سدهٔ بیستم داشته‌اند. در حال حاضر در کمبریج ماساچوست برای انتخاب شورای شهر و هیئت امنای مدارس از این روش استفاده می‌شود.

## برگه رأی

نمونهٔ برگهٔ رأی نظام‌های انتخاباتی ترجیحی

همهٔ نامزدان در یک برگهٔ رأی فهرست می‌شوند و رأی‌دهنده آنان را بر حسب ترجیحاتش رتبه‌بندی می‌کند؛ بدین گونه که جلو نام اولین اولویتش عدد یک، و جلو نام دومین اولویتش عدد ۲ را می‌گذارد و به همین منوال ادامه می‌دهد. رأی‌دهنده مختار است به هر تعداد دلخواه، نامزدان را اولویت‌بندی کند یعنی مجاز است برخی نامزدها را اصلاً رتبه‌بندی نکند.

## شمارش آرا

### تعیین حد نصاب
در انتخابات به شیوهٔ رأی انتقال‌پذیر، هر نامزدی که تعداد آرایش از حد نصاب معینی بگذرد برگزیده خواهد شد. راه‌های مختلفی برای تعیین این حد نصاب وجود دارد، یکی از آنها که حد نصاب دروپ نام دارد از طریق فرمول زیر تعیین می‌شود:

{\displaystyle {\mbox{votes needed to win}}=\left({{\rm {\mbox{valid votes cast}}} \over {\rm {\mbox{seats to fill}}}+1}\right)+1}
votes needed to win: حداقل آرای لازم برای انتخاب شدن
valid votes cast: تعداد آرای صحیح مأخوذه
seats to fill: تعداد کرسی‌ها
حد نصاب باید عددی صحیح باشد و اگر چنین نباشد به طرف پایین گرد می‌شود (بخش اعشاری انداخته شود). حد نصاب دروپ صورت تعمیم‌یافتهٔ شرط کسب «نصف بعلاوهٔ یک» آرا در انتخاباتی است که فقط یک برنده دارند. مثلاً در انتخاباتی با سه کرسی، حداکثر ۳ نفر می‌توانند حائز ۲۵ درصد آرا بعلاوهٔ یک شوند و در انتخاباتی با ۹ کرسی، حداکثر ۹ نفر می‌توانند حائز ۱۰ درصد آرا بعلاوهٔ یک شوند.

### تعیین برنده
شمارش آرا با در نظر گرفتن اولویت اول هر رأی‌دهنده آغاز می‌شود و به ترتیب زیر ادامه می‌یابد:
1. هر نامزدی که تعداد آرایش از حد نصاب گذشت، برنده اعلام خواهد شد؛
2. اگر تعداد آرای نامزدی بیش از حد نصاب باشد، آرای سرریز منتقل می‌شوند. آرایی که پیشتر به برنده تعلق داشتند، به اولویت دوم رأی‌دهندگان تعلق می‌گیرند.
3. اگر تعداد آرای هیچ نامزدی به حد نصاب نرسید، کسی که کمترین رأی را گرفته‌است حذف می‌شود و آرایش به اولویت دوم رأی‌دهندگان منتقل می‌شود.
4. این فرایند تکرار می‌شود تا در نهایت یا برای هر کرسی برنده‌ای انتخاب شود یا تعداد نامزدان باقی‌مانده برابر تعداد کرسی‌ها شود.

انواع مختلفی از این شیوهٔ رأی‌گیری موجود است که وجه اختلافشان به چگونگی انتقال آرای سرریز به دیگر نامزدان، من جمله نامزدان پیشتر برنده‌ شده، برمی‌گردد. اگر تعداد آرای نامزد حذف‌شده آنقدر کم بوده باشد که تغییری در وضعیت پیشین ایجاد نکند، می‌توان دو نامزد انتهایی را همزمان با هم حذف کرد.

## مثال

### تمثیل انتقال آرا
به هنگام شمارش آرا، برخی از آرا باید «منتقل» شوند. تمثیل زیر فهم این فرایند را ساده‌تر می‌کند: فرض کنید قرار باشد هیئتی چندنفره از میان دانش‌آموزان یک کلاس انتخاب شود. نامزدان پای تخته می‌ایستند و سایر دانش‌آموزان پشت سر نامزد دلخواه صف می‌بندند. کسانی که دور-و-بر نامزد دلخواهشان را خلوت ببینند، سریع متوجه شده که او شانسی برای عضویت در هیئت نداشته و پشت سر نامزد دیگری (اولویت دوم) می‌ایستند تا حداقل به او برای انتخاب شدن کمک کرده باشند. کسانی هم که دور-و-بر نامزد دلخواهشان را خیلی شلوغ ببینند، انتخاب او را قطعی دانسته، پشت او را خالی کرده تا پشت سر نامزد دیگری (اولویت دوم) بایستند به این امید که او هم بتواند وارد هیئت شود. در شیوهٔ رأی انتقال‌پذیر هم آرا منتقل می‌شوند، تقریباً به همان نحوی که دانش‌آموزان از صفی به صف دیگر نقل مکان می‌کردند.
به دلیل همین انتقال آراست که در انتخابات به شیوهٔ رأی انتقال‌پذیر میزان هرز رفتن آرا به حداقل می‌رسد.

### هیئت امنا
فرض کنید ۵ نفر (احمد، خورشید، سعید، معصومه، و نگین) برای انتخابات هیئت امنای شرکت نامزد شده‌اند و قرار است سه نفر انتخاب شوند. فرض کنید شرکت ۱۰۰۰ سهامدار دارد که همگی سهمی برابر با یکدیگر دارند بنابراین به جای روش معمول و متعارف رأی‌گیری انباشته، تصمیم می‌گیرند از روش رأی انتقال‌پذیر استفاده کنند.
اولین گام تعیین حد نصاب است که برابر {\displaystyle {1000 \over {3+1}}+1=251} می‌باشد. نامزدان برای ورود به هیئت باید حداقل ۲۵۱ رأی یا بیشتر کسب کنند.